# Unleashed
Unleashed (engl. ‚entfesselt‘) ist eine 1989 gegründete Death-Metal-Band aus Schweden, die bis Mitte 2009 bei SPV unter Vertrag stand und mittlerweile bei Napalm Records untergekommen ist.

## Bandgeschichte

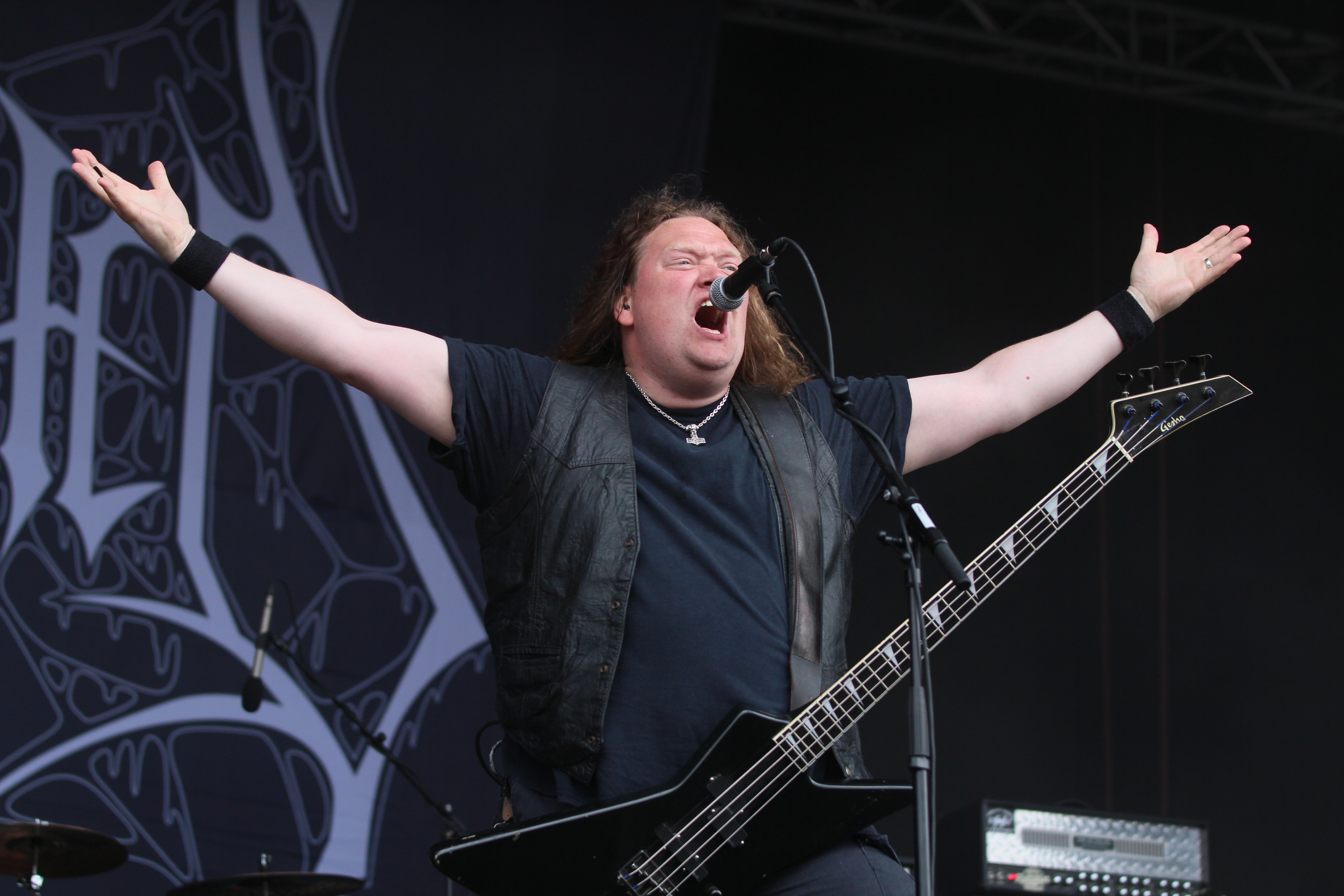
Sänger und Bassist Johnny Hedlund auf dem Rockharz Open Air 2014

Die Band wurde 1989 nach der Auflösung von Nihilist gegründet; die übrigen Mitglieder gründeten eine Woche nach der Auflösung Entombed.
Nach einigen Demoaufnahmen, einer Tournee mit Bolt Thrower und einer Single erschien 1991 das Debütalbum Where No Life Dwells, der eine Tournee mit Morbid Angel folgte. Nach dem Album Shadows in the Deep, das, wie auch sein Vorgänger, positive Kritiken erhielt, erschienen Across the Open Sea, Victory und Warrior. Nachdem das letztere keinen guten Anklang bei Fans und Kritikern fand, folgte eine Bandpause bis 2002.
Mit dem darauffolgenden Album Hell’s Unleashed ging die Band erneut auf Tournee und trat auf Festivals auf. Zwei Jahre danach erschien mit Sworn Allegiance ein weiteres Album, das positiv von den Kritiken aufgenommen wurde.
Im Februar 2006 erlitt Anders Schultz einen Lungenkollaps, weshalb er für den Auftritt auf dem Metal-Mania-Festival in Polen durch Jonas Tyskhagen ersetzt wurde. Im März 2006 kündigte die Band ihr achtes Album an und ging für die Aufnahmen ins Studio, im Juli 2006 schloss sie einen Vertrag mit SPV ab und kündigte das Album Midvinterblot für den kommenden Herbst an. Das Album erreichte den ersten Platz im deutschen Legacy-Magazin. Im November 2006 gingen Unleashed mit Dismember, Entombed und Grave auf die Masters-of-Death-Tour durch Europa und im Frühling 2007 auf eine Tournee durch Nordamerika. 2008 erschien das Album Hammer Battalion und die Band drehte zum darauf enthaltenen Lied Black Horizon ein Video, bevor es wieder auf die Bühnen ging, unter anderem als Headliner bei verschiedensten Festivals und anschließend erneut auf Hammer Battalion Tour als Headliner mit Obituary durch die Staaten ging. In Europa wurde die Tour im November und Dezember gemeinsam mit Krisiun und One Man Army and the Undead Quartet fortgesetzt. Das Musikvideo zu Black Horizon erschien 2008.
2011 wurde die Band von der GEMA benachrichtigt, dass diese SPV/Sony gestattet hatte, mehrere tausend Euro von den Konten der Band abzuheben. Die GEMA verweigerte Unleashed eine Antwort auf die Frage nach der Begründung.

## Musikstil und Texte

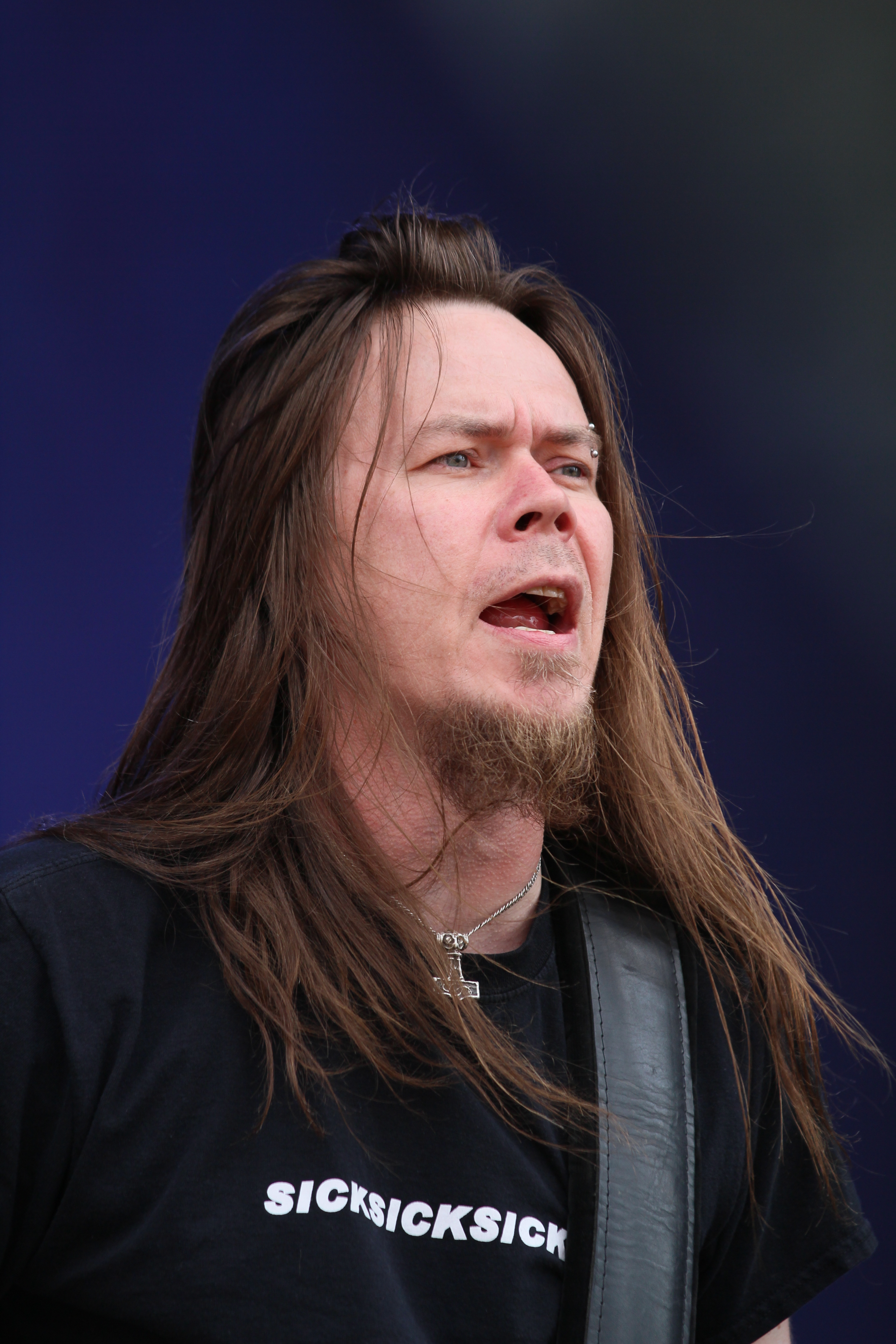
Tomas Måsgard auf dem Rockharz Open Air 2014

Robert Müller vom Metal Hammer beschrieb den Stil der Band zur Zeit ihres Debütalbums als „richtig abgebrühten, trocken harten Death Metal, ohne jugendlich ungestümen Technik-Firlefanz, aber auch ohne kindliche Begeisterung an kakophonen Lärmorgien“ und ihr drittes Album Across the Open Sea als „eine der puristischsten Platten dieses Genres seit langem, vollkommen frei von ‚neumodischen‘ Einflüssen wie etwa Jazz oder Hardcore“. Sein Kollege Jörg Staude schrieb, die Band sei „fast so kultig wie damals Venom. Sind nämlich manchmal genauso schlecht, aber wen stört das eigentlich?“ Hedlund äußerte zu den damaligen Entwicklungen bei „[e]twa 60-70 Prozent der ursprünglichen Death Metal-Bands“, jeder könne „machen, was er will, aber er soll es bitte nicht Death Metal nennen“. Mit dem nächsten Album wolle Unleashed „zeigen, daß auch innerhalb des Death Metal eine enorme Variationsbreite möglich ist. Wir experimentieren mit verschiedenen Rhythmen und Tempi, und haben uns gerade unser Traumequipment gekauft, so daß der Sound hoffentlich absolut atemberaubend wird.“ Das finnische Kill Yourself!!! Magazine hingegen bezeichnete Victory, den Nachfolger von Across the Open Sea, als „Stück Scheiße“; die Musik sei „monotoner, typischer und todlangweiliger Death Metal mit wirklich beschissenem Growl-Gesang, dem es an Kraft fehlt. […] Tatsächlich könnte Death Metal nicht langweiliger sein […].“ In ihrem Nachruf auf Peter Steele bezeichnete die Band Carnivore, Type O Negative und „besonders seine ironische Art, Texte zu schreiben“ als Inspiration.
Der Schriftzug der Band enthält ein umgedrehtes Kreuz, und nach eigenen Angaben hatte Hedlund Anton Szandor LaVeys Satanische Bibel bis 1991 „etwa zwanzig mal gelesen, das hat sicher seinen Einfluß auf mich. Einige Songzeilen sind sogar direkte Zitate daraus. Aber ich stimme nicht mit allem überein, was darin steht, ich bin kein reiner Satanist.“ Satanismus und umgedrehte Kreuze seien „in erster Linie Provokation gegen die Realität“. In Lords of Chaos wurde die Band als Vorläufer bestimmter Black-Metal-Bands bezeichnet. Von üblichen Death-Metal-Konzerten unterschieden die dieser Band sich durch Hedlunds Aussagen zur Notwendigkeit, die „christliche Religion der Schwäche“ zu zerstören, und der Selbsterhaltung als höchstem Gesetz; dies seien nicht die üblichen Aussagen einer Metal-Band, sie seien jedoch von prominenten Black Metallern aufgegriffen worden. Auch in Hedlunds Bezugnahme auf den Einfluss seiner Vorfahren und der Landschaft und Natur wurden Parallelen zu Aussagen aus dem norwegischen Black-Metal-Umfeld gesehen. Die norwegische Black-Metal-Szene wurde von Hedlund allerdings als „nichtexistente Szene“ die er nicht „herbeireden und gleichzeitig in Verruf bringen möchte“, bezeichnet; es gebe zwar Bands, „sie machen die ein oder andere Platte - aber kaum eine ist jemals live aufgetreten, hat sich in Kontakt mit den Fans begeben und somit eine ‚Szene‘ gestiftet.“ Die Band schreibt sich selbst zu, 1989 „Wikinger-Traditionen und -Werte“ in den Death Metal eingeführt zu haben, und kämpft nach eigenen Angaben darum, „die Wikinger-Anführer des schwedischen Death Metal“ zu sein, was bedeute, sie strebe an, „den Viking Death Metal zu leiten und seine Zukunft zu definieren“ sowie die Inhalte dieser Traditionen und Werte zu verteidigen und zu entwickeln. Laut der Band selbst „repräsentiert [Unleashed] die Vergangenheit, Gegenwart und Zukunft der Rebellion gegen alles, was falsch und ungerecht ist“. In Violent Ecstacy beispielsweise „geht [es] darum, daß man zurückschlagen muß“; dies sei nicht als Gewaltverherrlichung gemeint, „aber manchmal ist sie nötig. Oder ‚For They Shall Be Slain‘, ein Song gegen Religionen... gegen alle Religionen, nicht nur gegen das Christentum. Es ist ein Song darüber, sich nicht auf Diskussionen über Religionen einzulassen, ich sage ganz brutal: ‚For They Shall Be Slain‘.“ Bei Konzerten widmet Hedlund Lieder seinen Ahnen und verschüttet Met, von dem er zuvor getrunken hat, über die Konzertbesucher in den vorderen Reihen. Bezüglich des nordisch-heidnischen Bezugs und der Vereinnahmung dieser Mythologie und Symbolik durch Rechtsextremisten äußerte Hedlund: „Das Hakenkreuz ist ein altes Sonnen- und Lebenssymbol. Ich würde nie eines tragen, aber ich trage den Thor-Hammer, der als nationalistisches Symbol angesehen wird, für mich aber ein Symbol des Kriegers ist, eines Menschen, der für seine Familie sorgt, der Verantwortung übernimmt. Nationalistisch? Gut, ich bin es, denn ich liebe dieses Land, aber damit bin ich kein Nazi, und ich sehe es nicht ein, daß mich Leute als den Bösen abstempeln wollen, die einfach keine Ahnung haben, wo das wirkliche Problem liegt.“ Hedlunds Nationalismus ist in etwa als „[s]tolzes Selbstbewußtsein als nationale Einheit und respektvolles Verstehen der anderen“ zu verstehen.

## Bandmitglieder

Unleashed, live auf dem Metal Frenzy Open Air 2024
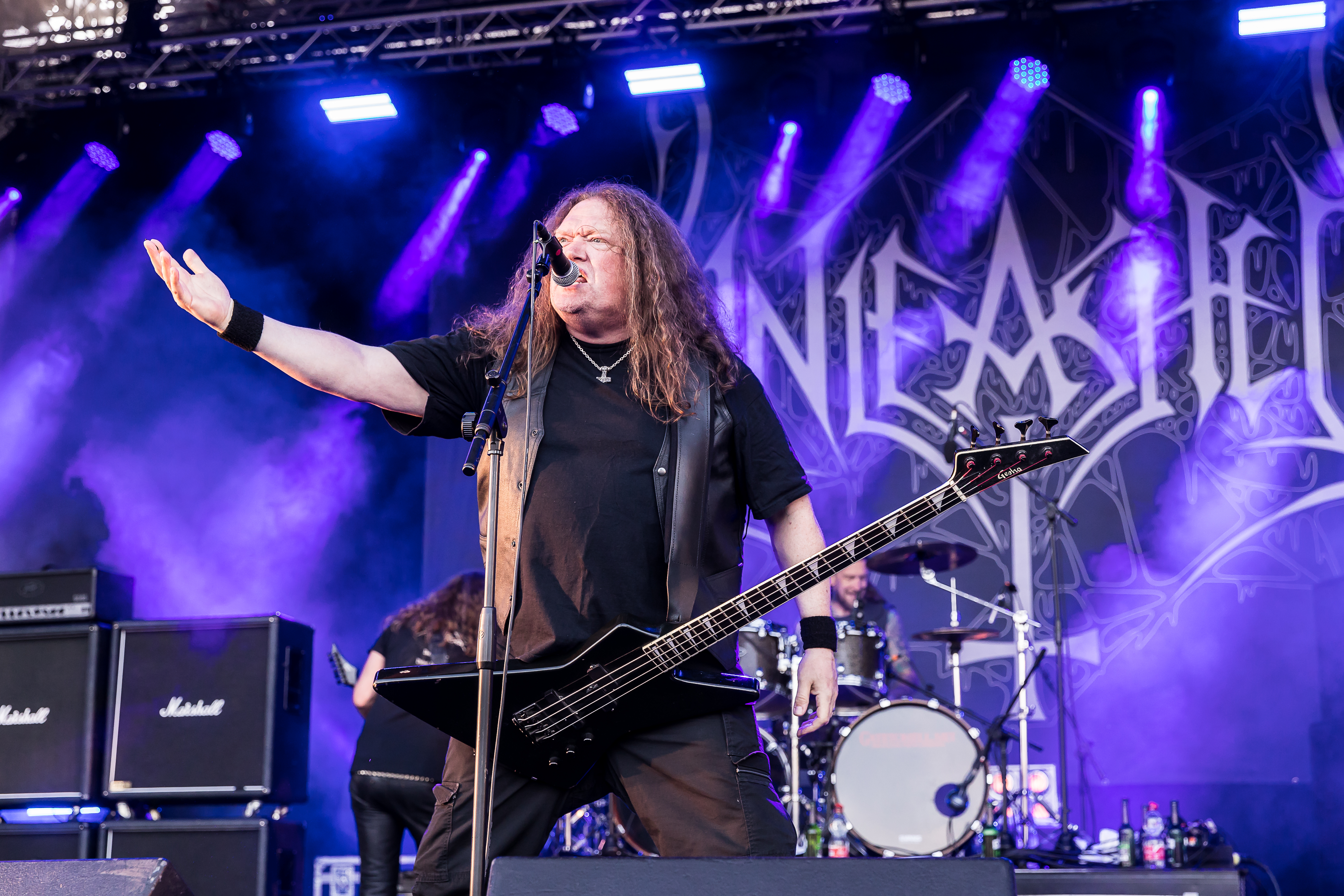
Sänger und Bassist Johnny Hedlund
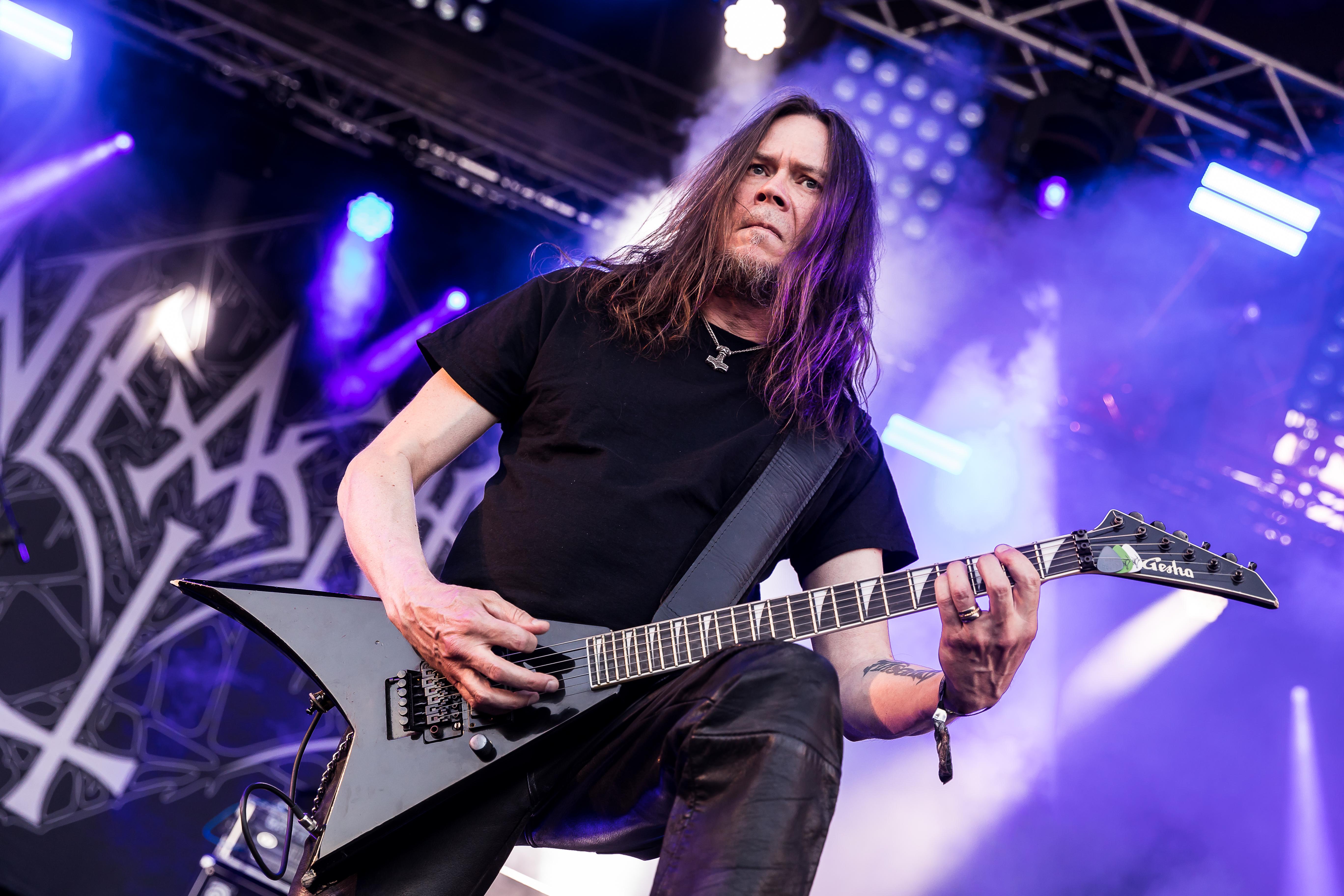
Gitarrist Tomas Måsgard
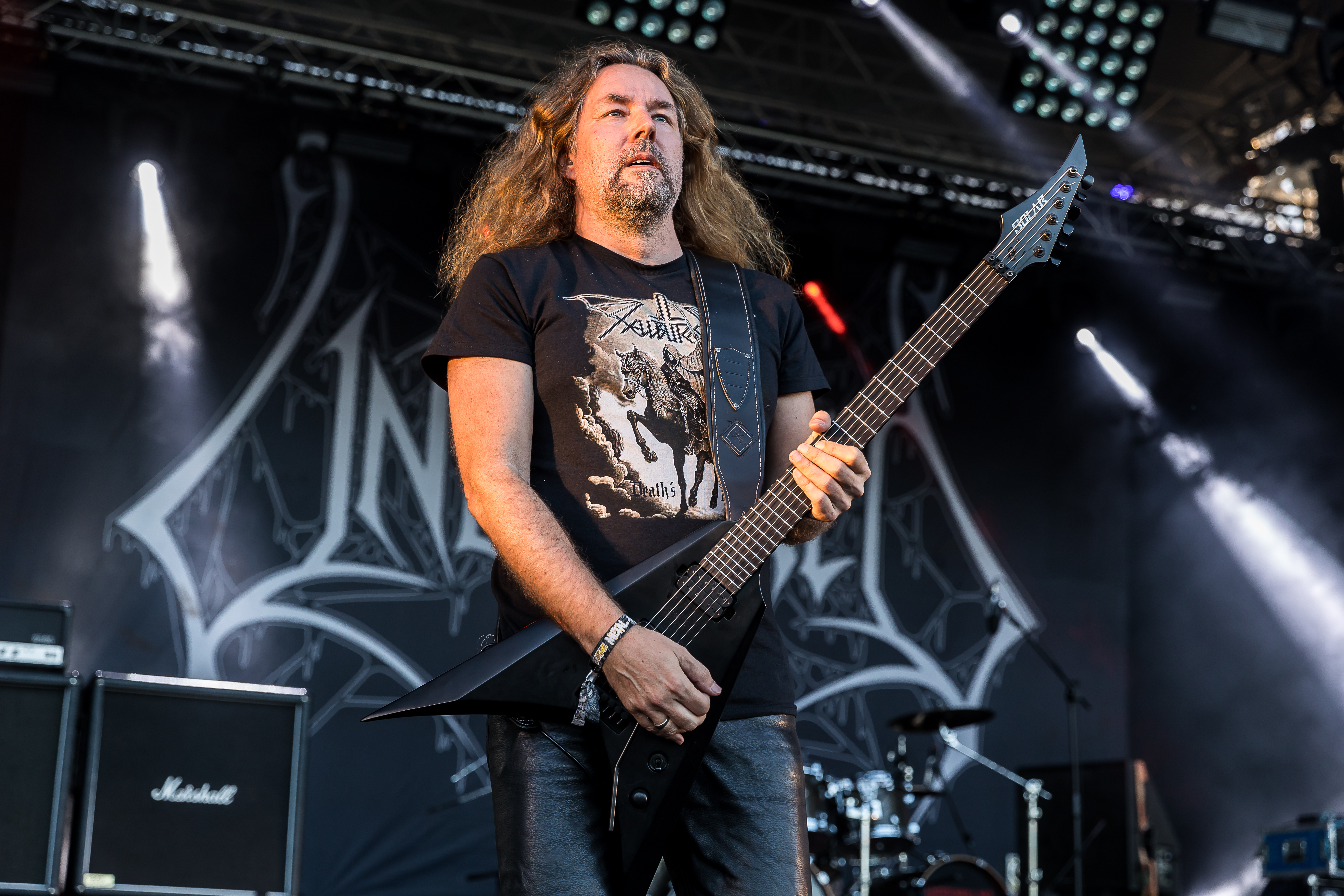
Gitarrist Fredrik Folkare
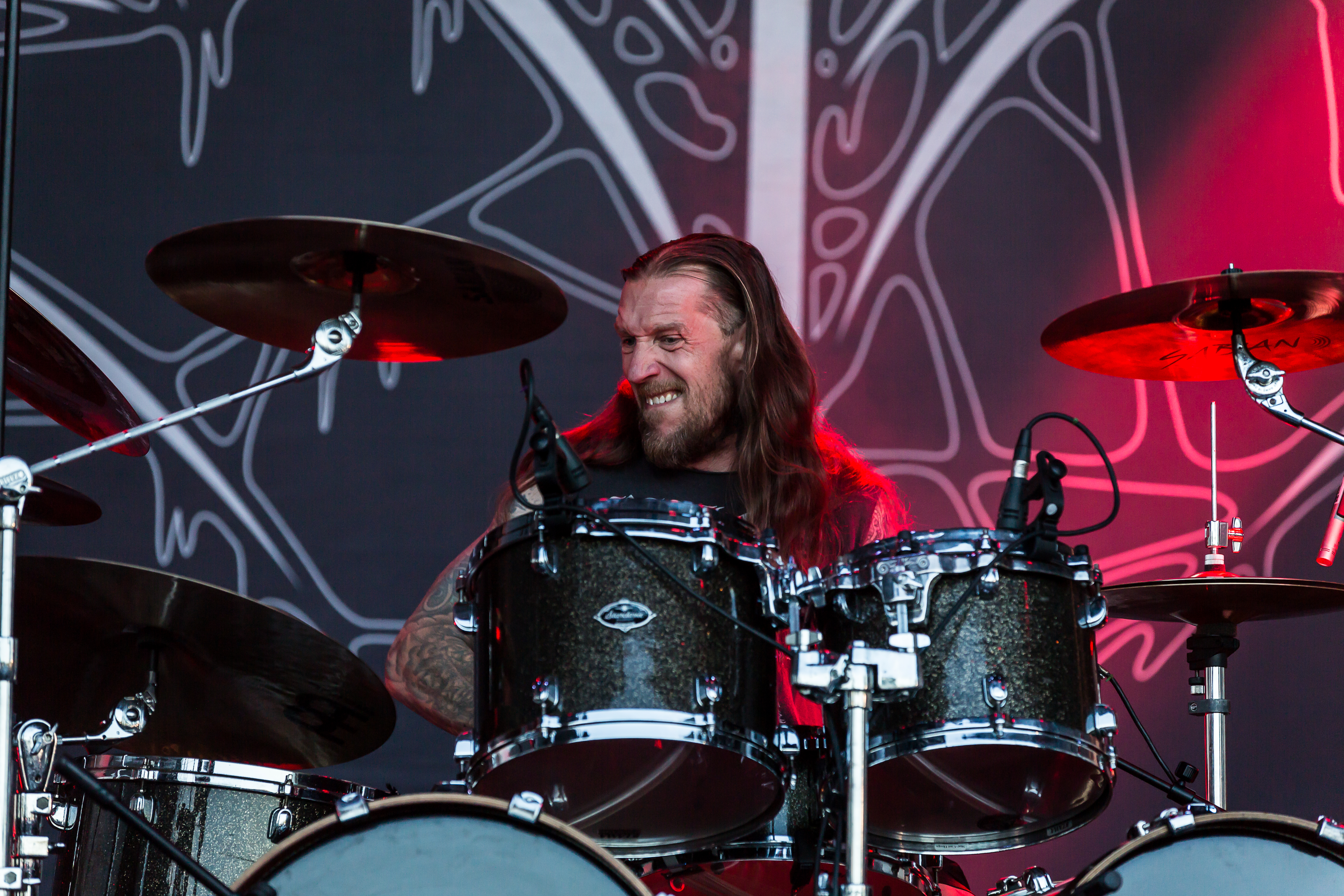
Schlagzeuger Anders Schultz

## Diskografie

### Studioalben
- Where No Life Dwells (1991)
- Shadows in the Deep (1992)
- Across the Open Sea (1993)
- Victory (1995)
- Warrior (1997)
- Hell’s Unleashed (2002)
- Sworn Allegiance (2004)
- Midvinterblot (2006)
- Hammer Battalion (2008)
- As Yggdrasil Trembles (2010)
- Odalheim (2012)
- Dawn of the Nine (2015)
- The Hunt for White Christ (2018)
- No Sign of Life (2021)
- Fire Upon Your Lands (2025)

### Livealben
- Live in Vienna ’93 (1993)
- Eastern Blood – Hail to Poland (1996)

### Demos
- The Utter Dark (1990)
- Revenge (1990)

### EPs und Splits
- In the Eyes of Death (Split, 1991)
- And the Laughter Has Died … (EP, 1991)

### Sonstiges
- Century Media Promo Tape (Promo-MC, 1990)
- … And We Shall Triumph in Victory (Box-Set inkl. den ersten sechs Alben auf Vinyl, limitiert auf 2000 Stück, 2003)
- Viking Raids (Compilation, 2008)
- Immortal Glory (Box-Set, 2008)